# Синион
Синион (Sinnion или Synion) — был лидером булгар (кутригуров), проживавших на территории современной Украины, после 551 года, который служил Велизарию (Belisarius).

## Краткая информация
Под руководством Синиона 2000 булгар поселились во Фракии при императоре Византии Юстиниане I.
Синнион был ветераном Вандальской войны.  Известные своей силой и храбростью, Синнион и Балас возглавили группу из 600 вспомогательных войск (все конные лучники), в битве при Аддециуме (13 сентября 533 года).
Его преемником был Заберхан — князь болгар и кутригуров.